# Barbara Bush

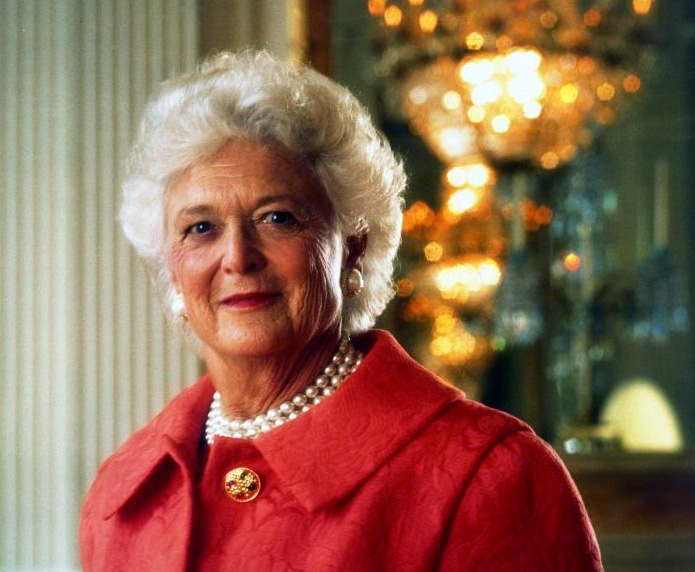
Barbara Bush (1992)

Barbara Pierce Bush (* 8. Juni 1925 in Flushing, Queens, New York City; † 17. April 2018 in Houston, Texas) war die Frau des 41. US-Präsidenten George H. W. Bush (1924–2018) sowie die Mutter des 46. Gouverneurs von Texas und 43. US-Präsidenten, George W. Bush, und des 43. Gouverneurs von Florida, Jeb Bush. Während der Amtszeit ihres Mannes als Präsident war sie von 1989 bis 1993 First Lady der Vereinigten Staaten.

## Herkunft und Ausbildung
Barbara Pierce wurde 1925 in New York geboren und wuchs in Rye auf, einem Vorort von New York. Sie war das dritte Kind von Pauline Robinson (1896–1949) und deren Ehemann Marvin Pierce (1893–1969), dem späteren Präsidenten der McCall Corporation und dem Herausgeber der populären Frauenzeitschriften Redbook und McCall’s. Ihre Geschwister waren Martha Pierce Rafferty (1920–1999), James Pierce (1921–1993) und Scott Pierce (* 1930). Einer ihrer Vorfahren war Thomas Pierce, ein früher Neuengland-Kolonist; er war auch ein Vorfahr von Franklin Pierce, dem 14. Präsidenten der Vereinigten Staaten.
Von 1931 bis 1937 besuchte Barbara Pierce die Rye Country Day School und von 1940 bis 1943 das Internat Ashley Hall in Charleston, South Carolina. Bereits als Jugendliche war sie sportlich aktiv und mochte Schwimmen, Tennis und Fahrradfahren. Ihr Interesse an der Literatur begleitete sie seit ihrer Kindheit.
Ihre Ausbildung am College brach Barbara Pierce im Jahr 1943 ab, um ihren damaligen Verlobten, den Kampfflieger George Bush nach dessen Abschuss und einem Lazarettaufenthalt im Jahr 1945 zu heiraten.

## Familiengründung

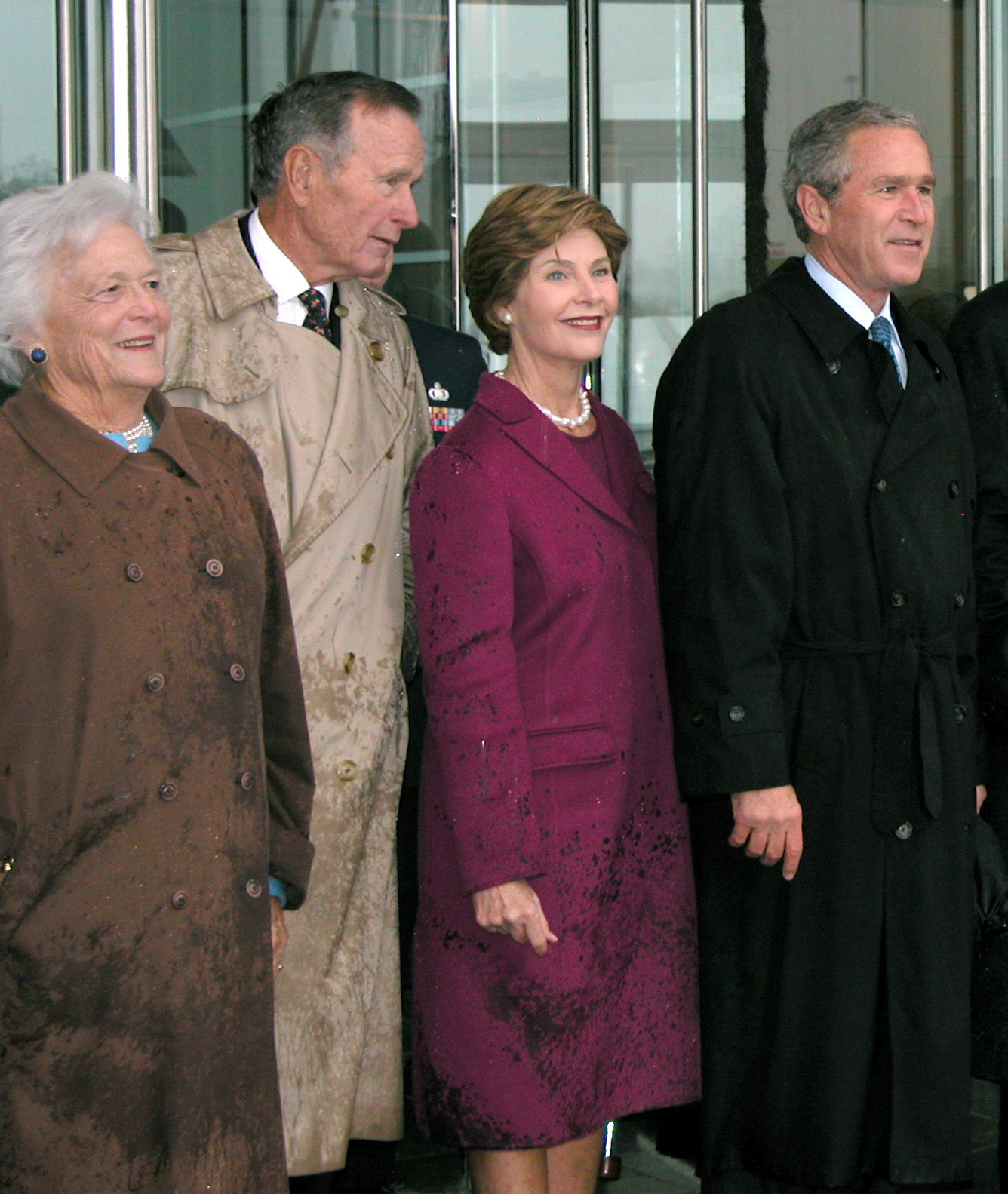
Barbara Bush mit ihrem Ehemann George, ihrer Schwiegertochter Laura und ihrem Sohn George W. (von links).

Barbara Bush folgte ihrem Ehemann bei seinen Aufgaben, die ihn zuerst als Mitarbeiter einer Erdöl-Firma nach Texas und Kalifornien führten. Die Familie bekam nach und nach sechs Kinder: George Walker Bush, Tochter Robin Bush (die im Alter von drei Jahren an Leukämie verstarb), John Ellis („Jeb“) Bush, Neil Mallon Bush, Marvin Pierce Bush und Dorothy („Doro“) Bush. Um stets Handlungsfreiheit ihres Ehemannes zu garantieren, führte sie zu Hause ein strenges Regime, sie war nach späterer Aussage von Jeb „zu uns Kindern wie ein Zuchtfeldwebel“.

## Eigenes Engagement
Barbara Bush war Mitglied der Vorstände von AmeriCares und der Mayo Clinic. Sie gründete 1989 die Stiftung Barbara Bush Foundation for Family Literacy und leitete diese. Ihr besonderes Anliegen war, dass in den Familien mehr Menschen richtig lesen und schreiben lernen sollten.

## An der Seite von George H. W. Bush
Im Jahr 1966, nach der Wahl von George in das Repräsentantenhaus, zog Barbara mit ihm nach Washington, D. C. Ihr Mann blieb für zwei Legislaturperioden im Kongress und scheiterte 1970 mit einer Kandidatur für den Senat. Die Familie saß bereits auf gepackten Koffern für die Rückkehr nach Texas, als Präsident Richard Nixon George zum Ständigen Vertreter der Vereinigten Staaten bei den Vereinten Nationen ernannte. Barbara und er bezogen daraufhin die Dienstwohnung des Ständigen Vertreters im Waldorf Astoria New York.
Nach seiner Wiederwahl, für die sich Barbara im Wahlkampf engagiert hatte, berief Nixon im Januar 1973 George zum Leiter des Republican National Committee. Im September 1974 wurde George als Leiter des Verbindungsbüros zur Volksrepublik China berufen und lebte mit Barbara bis 1975 in Peking.
Als George Bush senior zum Präsidenten der USA gewählt wurde, zog sie mit ihm in das Weiße Haus; das war inzwischen der 26. Umzug. Nun nahm Barbara Bush alle vom Protokoll vorgesehenen Aufgaben einer First Lady mit Freude wahr. Im Hintergrund führte Barbara Regie und wurde von den Mitarbeitern im Weißen Haus als Silver Fox gefürchtet. Ihre konservative Haltung zu Familienfragen führte allerdings auch zu Problemen, wie sich bei einer geplanten Festrede im Wellesley College, Boston, zeigte. Die Studentinnen der Frauen-Elite-Universität lehnten Barbara Bush als Rednerin ab, weil sie „mit ihren altertümlichen Ansichten das Gegenteil eines Vorbilds für Absolventinnen verkörpere, die eine Karriere in der von Männern dominierten Welt planten“. Bill Clinton, der die Wiederwahl ihres Ehemannes verhinderte, unterhielt dagegen freundschaftliche Beziehungen mit Barbara Bush und ihrer Familie.

## Unterstützung der politischen Karriere von George W. Bush
Nach Bill Clinton hatte sich ihr Sohn George W. Bush zur Wahl als 43. US-Präsident gestellt und diese Wahl gewonnen. Auch ihrem Sohn hielt Barbara nun den Rücken von Familienproblemen frei. Ihr Wirken blieb in der amerikanischen Öffentlichkeit nicht verborgen und sie wurde in diesen Jahren sehr beliebt.
Zu einigen einschneidenden Ereignissen in den USA traf Barbara Bush deutliche und umstrittene Aussagen, so etwa, als sie 2003 die gefallenen US-Soldaten des Irakkriegs als „bedeutungslos“ bezeichnete oder als sie 2005 abschätzige Bemerkungen über Opfer des Hurrikans Katrina machte. Beide Äußerungen diskreditierten die Arbeit ihres Sohnes George Bush als Präsident der USA.

## Unterstützung von Jeb Bush
Als ihr weiterer Sohn Jeb Bush gegen den Rat der Mutter zu den Vorwahlen um die US-amerikanische Präsidentschaft antrat, unterstützte sie ihn dennoch und verhielt sich auch hier ganz loyal. Sie äußerte sich einerseits zu Jeb, „Er ist bei weitem der qualifizierteste Mann“, fügte allerdings hinzu, „Es gibt auch andere Leute, die sehr qualifiziert sind. […] Wir hatten schon genügend Bushs“. Andererseits hielt sie sich auch mit ihrer Meinung zu dem Kandidaten Donald Trump nicht zurück, weil sie nicht verstand, wie „jemand für eine Person stimmen könne, die so frauenfeindlich sei und Diktatoren wie Wladimir Putin bewundere“.
Inzwischen litt Barbara an einem Herzproblem und die Lungenkrankheit COPD setzte ihr zu. Trotzdem machte sie, inzwischen auf den Rollator angewiesen, in New Hampshire Wahlkampf für ihren Sohn, der jedoch keine der Vorwahlen gewinnen konnte und letztlich vorzeitig aus dem Rennen ausstieg.

## Lebensende und Nachruf
Im Alter von 92 Jahren starb Barbara Bush am 17. April 2018 im Kreise ihrer Familie in Houston, Texas. Im Januar 2018 hatten sie und ihr Ehemann George ihren 73. Hochzeitstag gefeiert. Sie waren bis dato länger verheiratet als jedes andere US-Präsidentenpaar.
2020 konnten Jimmy Carter und Rosalynn Carter jedoch ihren 74. Hochzeitstag begehen und die Ehe der Bushs als langandauerndste Präsidentenehe ablösen.
Drei Tage vor ihrem Tod hatte sich Barbara Bush entschieden, die medizinische Behandlung ihres Herz- und Lungenleidens zu beenden. Am letzten Tag gönnte sie sich einen Bourbon Whiskey und hielt bis zum letzten Atemzug die Hand ihres Ehemannes.
Am 21. April 2018 wurde Barbara Bush an der George Bush Presidential Library der Texas A&M University beigesetzt, gut 160 Kilometer nordwestlich von Houston, wo am Vortag in der St. Martin's Episcopal Church die Trauerfeier mit rund 1500 Trauergästen stattgefunden hatte, darunter vier ehemalige US-Präsidenten und die damalige First Lady Melania Trump. Der damalige Präsident Trump war dagegen nicht anwesend.
Nach Barbara Bush ist ihre Enkelin, eine der Zwillingstöchter von George W. Bush und Laura Bush, benannt.
Eine von Barbara Bushs Enkelinnen fasste die Bedeutung der First und Second Lady so zusammen: „Sie war der Klebstoff, der unsere Familie zusammenhielt“. Und vom Ehemann George Bush hieß es, er habe „ein gebrochenes Herz über den Verlust seiner geliebten Barbara“. (Nach dem frühen Tod der gemeinsamen Tochter Robin hatte Barbara in kurzer Zeit graue Haare bekommen, weswegen George sie seitdem liebevoll „mein Silberfüchschen“ genannt hatte.)
Der offizielle Nachruf des damaligen Präsidenten Donald Trump und seiner Gattin Melania Trump würdigte Barbara Bush als „Anwältin amerikanischer Familien“.
Wenige Monate später, Ende November 2018, starb ihr Witwer George.

## Veröffentlichungen
- Barbara Bush veröffentlichte zwei aus der Sicht von Hunden geschriebene Romane und zwei Autobiographien.
- 1994 (Audible: 2015): Barbara Bush: A Memoir (gelesen von der Autorin), Simon & Schuster Audio, ISBN 978-0-671-88013-2

## Schriften
- C. Fred’s Story: A Dog’s Life (1984)
- Millie’s Book: As Dictated to Barbara Bush (1990)
- Barbara Bush: A Memoir 1994
- Reflections: Life After the White House 2004